# Mark Aizlewood
Mark Aizlewood (Newport, 1º ottobre 1959) è un allenatore di calcio ed ex calciatore gallese, di ruolo difensore.

## Carriera

### Club
Inizia a giocare a calcio nella sesta divisione inglese, trasferendosi al Luton Town nel 1978, in seconda divisione. Nel 1982 passa al Charlton, restando in seconda categoria. Con la società londinese, nel 1986, ottiene la promozione in prima divisione, giocando 26 incontri di campionato. In seguito vive esperienze nella seconda divisione con Leeds, Bradford City e Bristol City prima di ritornare in patria, al Cardiff City, che gioca nel sistema calcistico inglese, in terza divisione. Dopo un paio di stagioni entra nella rosa dell'Aberystwyth Town, società gallese che gioca nel campionato nazionale e dopo una breve parentesi con la divisa dell'AFC Newport (sesto livello del calcio inglese), si trasferisce al Cwmbran Town, dove termina la sua lunga carriera nel 2000.
Totalizza 641 presenze e 24 gol in tutti i campionati.

### Nazionale
Esordisce con il Galles il 25 febbraio 1986 contro l'Arabia Saudita (1-2). Tra il 1986 e il 1994 totalizza 39 presenze con la nazionale gallese.

## Palmarès

### Giocatore

#### Competizioni nazionali
- Second Division: 1

Luton Town: 1981-1982

### Allenatore

#### Competizioni nazionali
- Welsh League Cup: 2

Carmarthen Town: 2012-2013, 2013-2014